# 小山宗书
宗書（1500年—1567年），俗姓李，字小山，號大章，為明朝曹洞宗僧，世稱小山宗書禪師、大章宗書禪師。他是順德府南和縣（今河北省南和縣）人，父親李進，母親劉氏。
十歲入學，誦習儒書，粗通大義。十五歲篤志出家。父母把他送至順德府開元寺法堂，剃髮出家。後遊學多年，二年後往太行山中。二十歲，前往少林寺投文載禪師門下。隨侍八年，列為曹洞宗第二十四代傳人。嘉靖九年（1530年）又回到順德開元寺省侍本師。嘉靖十一年（1532年）開法於興德寺，歷住洛陽天慶寺、北京積善庵等地。嘉靖三十一年（1552年），少林寺常住派人前來迎請回住，未允。嘉靖三十六年（1557年）才就任少林寺主持。後駐錫於均州廣通寺、沁陽寶光寺等處。嘉靖四十四年（1565年），又回到少林寺，再次執掌法席，嘉靖四十五年（1566年），奉旨入主北京宗鏡庵。隆慶元年（1567年）游西山，十二月圆寂，世壽六十八，法臘三十六。